# 伊奈町
伊奈町（いなまち）は、埼玉県の東部に位置し、北足立郡に属する町。
人口は約4万5千人。旧武蔵国足立郡。

## 地理
関東平野の中にあり、町域はすべて平地で山がない。概ね東の境を綾瀬川が、西の境を原市沼川が流れる。町域の約60%は大宮台地上に位置し、残りは先述の河川沿いの沖積平野である。町域の最高点は小貝戸地区の19 mで、最低点は綾瀬川と原市沼川の合流点付近の8 m。直下には中央構造線に関連する綾瀬川断層が存在する。東北新幹線が町内南・東部を、上越新幹線が中・北部に沿って背骨のように縦貫している。
昭和中期ごろまでは梨、ぶどうなどを栽培する典型的な農村であったが、1983年の埼玉新都市交通伊奈線（ニューシャトル）の開通を機に土地区画整理事業が展開され、東京都心・さいたま市のベッドタウンとして宅地造成が進んでいる。2022年時点で、国内で7番目に人口の多い町となっている。
- 河川 - 綾瀬川、原市沼川
- 湖沼 - 原市沼

## 歴史
町名は、江戸時代初期の関東郡代で利根川東遷事業を行った伊奈忠次を輩出した伊奈氏の屋敷（小室藩）があったことにちなむ。
- 1869年（明治2年）1月28日 (旧暦) - 武蔵知県事・宮原忠治の管轄区域をもって大宮県が発足（県庁は日本橋馬喰町）。
- 1869年（明治2年）9月29日 (旧暦) - 県庁が浦和に移転し、大宮県から浦和県に改称。
- 1871年（明治4年）11月14日 (旧暦) - 浦和県・忍県・岩槻県の3県が合併して埼玉県が誕生。
- 1872年（明治5年） - 大区小区制施行により、第18区 - 19区に所属する[3]。
- 1879年（明治12年） - 足立郡の区域をもって行政区画としての北足立郡が発足。郡役所は浦和宿に設置。
- 1943年（昭和18年）7月15日 - 小針村と小室村が合併し、伊奈村となる[4]。
- 1959年（昭和34年）10月15日 - 上尾市への編入合併が両市村間で審議され、市の臨時議会では満場一致で合併を可決したが、村の臨時村会では1票差で合併が否決されたため、実現とはならなかった[5]。
- 1970年（昭和45年）11月1日 - 町制施行により、伊奈町となる[3][4]。
- 1983年（昭和58年）12月22日 - 埼玉新都市交通伊奈線（ニューシャトル）が暫定開業。町内に丸山駅、志久駅、伊奈中央駅、羽貫駅が開業。
- 1983年（昭和58年）4月 - 役場内に伊奈町消防本部を設置。
- 1990年（平成2年）8月22日 - 埼玉新都市交通伊奈線（ニューシャトル）が内宿駅まで延伸し、全線開業。
- 1992年（平成4年） - 防災行政無線が整備される。
- 1993年（平成5年）4月1日 - 防災行政無線が開局される。
- 2007年（平成19年） - 人口が4万人を超える。
- 2023年（令和5年）4月1日　消防の広域化に伴い、消防業務を上尾市に委託する。委託に伴い伊奈町消防本部を廃止する。

### 町域の成立まで
| 明治8年以前 | 明治8年    | 明治22年4月1日 | 昭和18年7月15日 | 昭和45年11月1日 | 現在   |
| ----------- | ---------- | -------------- | --------------- | --------------- | ------ |
| 小室宿村    | 小室村     | 小室村         | 伊奈村          | 伊奈町          | 伊奈町 |
| 別所村      | 小室村     | 小室村         | 伊奈村          | 伊奈町          | 伊奈町 |
| 山田村      | 小室村     | 小室村         | 伊奈村          | 伊奈町          | 伊奈町 |
| 丸山村      | 小室村     | 小室村         | 伊奈村          | 伊奈町          | 伊奈町 |
| 小貝戸村    | 小室村     | 小室村         | 伊奈村          | 伊奈町          | 伊奈町 |
| 柄山村      | 小室村     | 小室村         | 伊奈村          | 伊奈町          | 伊奈町 |
| 中荻村      | 小室村     | 小室村         | 伊奈村          | 伊奈町          | 伊奈町 |
| 柴村        | 小室村     | 小室村         | 伊奈村          | 伊奈町          | 伊奈町 |
| 小針新宿村  | 小針新宿村 | 小針村         | 伊奈村          | 伊奈町          | 伊奈町 |
| 小針内宿村  |            | 小針村         | 伊奈村          | 伊奈町          | 伊奈町 |
| 大針村      |            | 小針村         | 伊奈村          | 伊奈町          | 伊奈町 |
| 羽貫村      |            | 小針村         | 伊奈村          | 伊奈町          | 伊奈町 |

## 人口
| |                                        |  |
| 伊奈町と全国の年齢別人口分布（2005年） | 伊奈町の年齢・男女別人口分布（2005年） |  |
| ■紫色 ― 伊奈町 ■緑色 ― 日本全国 | ■青色 ― 男性 ■赤色 ― 女性              |  |
| 伊奈町（に相当する地域）の人口の推移 \| 1970年（昭和45年） \| 10,112人 \| \| \| 1975年（昭和50年） \| 14,220人 \| \| \| 1980年（昭和55年） \| 21,005人 \| \| \| 1985年（昭和60年） \| 23,867人 \| \| \| 1990年（平成2年） \| 27,100人 \| \| \| 1995年（平成7年） \| 29,792人 \| \| \| 2000年（平成12年） \| 32,216人 \| \| \| 2005年（平成17年） \| 36,535人 \| \| \| 2010年（平成22年） \| 42,463人 \| \| \| 2015年（平成27年） \| 44,442人 \| \| \| 2020年（令和2年） \| 44,841人 \| \| |                                        |  |
| 総務省統計局 国勢調査より |                                        |  |
| 1970年（昭和45年） | 10,112人                               |  |
| 1975年（昭和50年） | 14,220人                               |  |
| 1980年（昭和55年） | 21,005人                               |  |
| 1985年（昭和60年） | 23,867人                               |  |
| 1990年（平成2年） | 27,100人                               |  |
| 1995年（平成7年） | 29,792人                               |  |
| 2000年（平成12年） | 32,216人                               |  |
| 2005年（平成17年） | 36,535人                               |  |
| 2010年（平成22年） | 42,463人                               |  |
| 2015年（平成27年） | 44,442人                               |  |
| 2020年（令和2年） | 44,841人                               |  |

## 行政

### 町長
- 大島清（2016年5月14日就任、3期目）

歴代町長
- 加藤操
- 小林昭一
- 稲橋正兵衛
- 野川和好
- 大島清

### 町の行政機関
| - 町役場県民活動総合センター出張所 - 総合センター 保健センター、公民館、児童館、老人福祉センター、コミュニティセンターを併設 - 南部安心安全ステーション | - 北部安心安全ステーション - 四季彩館 - ふれあい福祉センター伊奈の森 - 町制施行記念公園・バラ園 - クリーンセンター - 伊奈町立図書館 | - 学校給食センター - 郷土資料館 - あやめ会館 - 栄南会館 - 細田山会館 |

### 県の行政機関
| - 埼玉県警察 上尾警察署（上尾市） - 小室交番、羽貫駅前交番 - 埼玉県民活動総合センター - 伊奈新都市建設事務所（平成22年3月に廃止。事務所で行っていた業務は、平成28年4月時点で、県庁内に置かれている都市整備部市街地整備課で行っている。） | - 埼玉県立がんセンター |

### 広域行政機関
一部事務組合
- 上尾桶川伊奈衛生組合：上尾市・桶川市とともにし尿処理（収集運搬を除く）を行っている。

事務委託
- 上尾市（上尾伊奈斎場つつじ苑）：上尾市に斎場・火葬場の運営事務を委託している。
- 上尾市　(上尾市消防本部) ：上尾市に消防の運営事務を委託している。

協議会
- 埼玉県央地域まちづくり協議会：鴻巣市、上尾市、桶川市、北本市、伊奈町で構成している。
- 上尾市・伊奈町消防通信指令事務協議会：上尾市（上尾市消防本部）と当町（伊奈町消防本部）で119番通報の受付および各消防署などへの指令業務を共同で行っている。

## 立法

### 町議会
- 議員定数：16（任期：2023年4月30日）
- 会派
  - 新政21（4人）
  - 伊新の会（3人）
  - 公明党（3人）
  - 日本共産党（2人）
  - 民主党（1人）
  - 清風会（1人）
  - 梨花の会（1人）
  - いな元気世代の会（1人）

平成25年7月1日現在

## 農業
- さいたま農業協同組合

## 友好都市・提携都市
- つくばみらい市（茨城県）
2013年1月17日：友好都市提携
町名の由来である伊奈忠次公の次男の伊奈忠治が旧伊奈町の町名の由来であり、両市町ともにゆかりの地であることから友好都市を締結。
なお、2021年（令和3年）10月22日、埼玉県伊奈町に茨城県つくばみらい市、埼玉県川口市を加えた2市1町で「伊奈氏ゆかりの地」歴史・文化的交流に関する協定を締結した[6]。

## 地域

### 教育
小学校
- 伊奈町立小室小学校
- 伊奈町立小針小学校
- 伊奈町立南小学校
- 伊奈町立小針北小学校

中学校
- 埼玉県立伊奈学園中学校（※中高併設）
- 伊奈町立伊奈中学校
- 伊奈町立小針中学校
- 伊奈町立南中学校
- 国際学院中学校（※中高併設）

高等学校
- 埼玉県立伊奈学園総合高等学校（※中高併設）
- 国際学院高等学校（※中高併設）
- 栄北高等学校

専門学校
- 埼玉自動車大学校

大学
- 日本薬科大学

特別支援学校
- 埼玉県立けやき特別支援学校伊奈分校

### 電話番号
市外局番は町内全域「048」。市内局番が「6XX」「7XX」「8XX」の地域との通話は市内通話料金で利用可能（浦和MA）。収容局は上尾伊奈局および埼玉加納局。

### 郵政
郵便番号は町内全域が「362-08xx」で、上尾市にある上尾郵便局が集配を担当する。
- 伊奈寿郵便局
- 伊奈小室郵便局

## 交通
- 埼玉県庁（浦和駅）へのアクセス：伊奈中央駅などからニューシャトルに乗車、大宮駅でJR各路線の浦和駅方面に乗り換える。

### 鉄道路線
- 埼玉新都市交通伊奈線（ニューシャトル）
  - 丸山駅 - 志久駅 - 伊奈中央駅 - 羽貫駅 - 内宿駅

これ以外にも、栄の全域と大字小室の一部はJR宇都宮線（東北本線）蓮田駅が最寄駅となっている。また、町内を東北新幹線・上越新幹線が通るが、新幹線に駅はない。

### バス
- いなまる - 町内を循環するコミュニティバス
- 丸建つばさ交通（けんちゃんバス）
  - 上尾駅東口 - がんセンター - 丸山駅 - 蓮田駅西口（系統番号6）[注釈 1]
  - 上尾駅東口 - 日本薬科大学前 - 志久駅 - 蓮田駅西口（系統番号7）[注釈 2]
  - 丸建車庫前 - 日本薬科大学前 - 志久駅 - 蓮田駅西口（系統番号11）[注釈 2]
  - 桶川駅東口 - 内宿駅 - 県民活動センター - 伊奈学園[注釈 3]（系統番号12）
  - 蓮田駅西口 - 栄6丁目北 - 伊奈学園[注釈 3] - 県民活動センター（系統番号14）[注釈 2]
- 朝日自動車（PASMO・Suicaが利用可能）
  - 上尾駅東口 - 県民活動総合センター
  - 上尾駅東口 - 伊奈学園[注釈 3]
  - 上尾駅東口 - 羽貫駅
  - 上尾駅東口 - 伊奈役場
  - 上尾駅東口 - がんセンター
  - 蓮田駅西口 - 伊奈学園[注釈 3]

### タクシー
タクシーの営業区域は県南中央交通圏で、川口市・さいたま市・鴻巣市・上尾市・戸田市などと同じエリアとなっている。

## 道路
県道
- 主要地方道
  - 埼玉県道3号さいたま栗橋線
  - 埼玉県道5号さいたま菖蒲線
  - 埼玉県道87号上尾久喜線
- 一般県道
  - 埼玉県道150号上尾蓮田線
  - 埼玉県道311号蓮田鴻巣線
  - 埼玉県道323号上尾環状線

## 観光ほか
- 埼玉県県民活動総合センター
- 乗馬クラブ クレイン伊奈
- 大島家住宅（国登録有形文化財）[7]
- 齋藤家住宅（同上）[8]
- 伊奈町立郷土資料館 - 伊奈町立南中学校に併設
- 伊奈氏屋敷跡
- 無線山（桜）
- 伊奈町町制記念公園（バラ）
- 伊奈まつり（8月）

## 著名な出身者
- 松平信綱（江戸時代前期の大名）
- 大島清（伊奈町長）
- 朝岡実嶺（女優）
- 高瀬大樹（総合格闘家）
- 加藤有輝（サッカー選手）
- 新井瑞希（サッカー選手）
- 三村妃乃（NGT48）
- 赤荻瞳（egg元編集長）

在住者
- 花木里恵（在住・演歌歌手）
- 田口善国（在住・漆芸家人間国宝）